# Bergson-Samuelson-Wohlfahrtsfunktion
Als Bergson-Samuelson-Wohlfahrtsfunktion (auch Bergson-Wohlfahrtsfunktion) bezeichnet man eine Wohlfahrtsfunktion, bei der die soziale Bewertung eines Zustands allein von den Bewertungen der betroffenen Individuen abhängt und nicht von anderen Faktoren. Synonym spricht man auch von einer individualistischen sozialen Wohlfahrtsfunktion.

## Darstellung
Die Bergson-Samuelson-Wohlfahrtsfunktion baut im Grundsatz auf individuellen Rangordnungen auf. Sämtliche Individuen in einer Gesellschaft verfügen im Modellrahmen über individuelle Präferenzordnungen – sie können für beliebige zwei Alternativen (beispielsweise Güter oder Handlungsoptionen) in konsistenter Weise sagen, ob sie die eine der anderen vorziehen oder beide als gleichwertig einschätzen. (Siehe im Einzelnen den Artikel Präferenzordnung.) Die Präferenzordnungen wiederum lassen sich bei entsprechender Konstruktion durch Nutzenfunktionen repräsentieren. Dabei handelt es sich um eine reellwertige Funktion, die jeder Alternative einen Zahlenwert zuweist und dabei dem Prinzip folgt, dass eine Alternative, die besser als eine andere bewertet wird, auch einen höheren Zahlenwert erhält und zwei gleichwertig bewertete Alternativen denselben Zahlenwert erhalten – Nutzenfunktionen geben einer Präferenzordnung also lediglich eine simple mathematische Repräsentation.
Neben diesen individuellen Präferenzordnungen sollte es jedoch auch eine soziale Rangordnung geben, die die Bewertung von Zuständen auf gesellschaftlicher Ebene ausdrückt. Diese gesamtgesellschaftliche Rangordnung wird ebenfalls durch eine Funktion dargestellt, und zwar durch eine soziale Wohlfahrtsfunktion (SWF) – sie ist das gesellschaftliche Pendant zur individuellen Nutzenfunktion.
Die fundamentale Idee der Bergson-Samuelson-Wohlfahrtsfunktion besteht darin, diese soziale Rangordnung aus den individuellen Präferenzordnungen der Mitglieder der Gesellschaft – und nur daraus – zu konstruieren. Hiernach ist es unzulässig, eine soziale Bewertung auf andere Argumente als die individuellen Bewertungen zu stützen. Formal:
Definition (Bergson 1938): Sei {\displaystyle u_{i}(\mathbf {x} )} die Nutzenfunktion eines Individuums i aus einer Gesellschaft mit n Mitgliedern, {\displaystyle 1\leq i\leq n}. Dabei sei {\displaystyle \mathbf {x} =(\mathbf {x} _{1},\ldots ,\mathbf {x} _{n})} eine Allokation mit {\displaystyle \mathbf {x} _{i}} der Ausstattung von Person i. Dann bezeichnet man eine Wohlfahrtsfunktion {\displaystyle W(\mathbf {x} ):=F\left[u_{1}(\mathbf {x} ),\ldots ,u_{n}(\mathbf {x} )\right]} als Bergson-Samuelson-Wohlfahrtsfunktion.
Der gesamtgesellschaftliche Nutzenwert gemäß einer Bergson-Samuelson-Wohlfahrtsfunktion ergibt sich also immer als Funktion der individuellen Nutzenfunktionen aller Gesellschaftsmitglieder. Eine nicht-individualistische soziale Wohlfahrtsfunktion könnte hingegen neben den individuellen Nutzen auch weitere Argumente enthalten, beispielsweise externe Werturteile der Regierung oder von Wissenschaftlern. Beachte, dass damit keine Aussage darüber getroffen ist, ob tatsächlich die Individualnutzen aller Gesellschaftsmitglieder in die soziale Wohlfahrt einfließen: Auch eine Wohlfahrtsfunktion, die mit dem Individualnutzen eines einzelnen „Diktators“ identisch ist, gehört zur Klasse der Bergson-Samuelson-Wohlfahrtsfunktionen.

## Allgemeine isoelastische SWF
Eine bedeutende Klasse der Bergson-Samuelson-Wohlfahrtsfunktionen stellt die isoelastische Wohlfahrtsfunktion dar. Sie folgt der Form
{\displaystyle W(\mathbf {x} )={\frac {1}{1-\rho }}\sum _{i=1}^{n}\alpha _{i}\left[u_{i}(\mathbf {x} )\right]^{1-\rho }} mit {\displaystyle \alpha _{i}>0\;\forall i}, {\displaystyle 1\leq i\leq n} und {\displaystyle \rho \geq 0,\rho \neq 1}
und besitzt wichtige Spezialfälle:
- So folgt für {\displaystyle \rho =0} die so genannte allgemeine utilitaristische SWF

{\displaystyle W^{AU}(\mathbf {x} )=\sum _{i=1}^{n}\alpha _{i}\cdot u_{i}(\mathbf {x} )},
die für {\displaystyle \alpha _{i}=1\;\forall i,1\leq i\leq n} in die spezielle utilitaristische SWF (oft auch nur kurz: utilitaristische SWF)
{\displaystyle W^{SU}(\mathbf {x} )=\sum _{i=1}^{n}u_{i}(\mathbf {x} )}
übergeht. Während die spezielle utilitaristische SWF also unmittelbar die Individualnutzen über alle Gesellschaftsmitglieder aufsummiert, gewichtet die allgemeine utilitaristische SWF diese zuvor noch mit einem – personenspezifischen – Faktor.
- Für {\displaystyle \rho \rightarrow \infty } und {\displaystyle \alpha _{i}=1\;\forall i,1\leq i\leq n} folgt im Grenzwert die Maximin-SWF (auch Rawls’sche Wohlfahrtsfunktion nach Rawls 1971[6])

{\displaystyle W^{M}(\mathbf {x} )=\min \left\{u_{1}(\mathbf {x} ),\ldots ,u_{n}(\mathbf {x} )\right\}}.
Danach bemisst sich die gesellschaftliche Wohlfahrt einzig nach der Höhe der individuellen Wohlfahrt des am schlechtesten Gestellten.
- Für {\displaystyle \rho \rightarrow 1} folgt im Grenzwert die Nash-SWF

{\displaystyle W^{N}(\mathbf {x} )=\prod _{i=1}^{n}\left[u_{i}(\mathbf {x} )\right]^{\alpha _{i}}}.